# Джей Вільямс (баскетболіст)
Джей Девід Вільямс (англ. Jay David Williams; нар. 10 вересня 1981, Плейнфілд, Нью-Джерсі, США) — американський професіональний баскетболіст, що грав на позиції розігруючого захисника за команду НБА Чикаго Буллз. Гравець національної збірної США. По завершенні кар'єри — баскетбольний аналітик NCAA на каналі ESPN.

## Ігрова кар'єра
Починав грати в баскетбол у команді старшої школи Сент Джозеф (Метачен, Нью-Джерсі). На університетському рівні грав за команду Дюк (1999–2002). 2001 року став чемпіоном NCAA, а 2002 року був визнаний її найкращим баскетболістом.
2002 року був обраний у першому раунді драфту НБА під загальним 2-м номером командою «Чикаго Буллз». Більшість матчів дебютного сезону в лізі проводив зі стартових секунд, борючись за місце в основі з Джамалом Кроуфордом.
19 червня 2003 року попав у ДТП, керуючи своїм мотоциклом Yamaha YZF-R6 та не маючи при цьому водійського посвідчення відповідної категорії. Він також порушив умови контракту з клубом, за якими йому заборонялось водіння мотоциклами. Внаслідок аварії, отримав численні травми, включаючи порушення нерва на нозі. Через тиждень після пригоди «Чикаго» вибрав на драфті іншого розігруючого захисника Кірка Гайнріха. Коли стало відомо, що Вільямс нескоро повернеться у стрій, клуб відрахував його зі складу, заплативши 3 млн доларів допомоги на подальше лікування.
Після видужання влаштувався працювати коментатором на канал ESPN.
2006 року зробив спробу повернутися у баскетбол. 28 вересня 2006 року підписав негарантований контракт з «Нью-Джерсі Нетс», проте вже через місяць був відрахований з команди. Потім підписав контракт з командою з Ліги розвитку «Остін Торос», проте і звідти був відрахований у грудні того ж року через отриману травму.
Після цього продовжив роботу на телеканалі ESPN як експерт зі студентського баскетболу.

## Статистика виступів в НБА

### Регулярний сезон
| Сезон             | Команда           | GP | GS | MPG  | FG%  | 3P%  | FT%  | RPG | APG | SPG | BPG | PPG |
| ----------------- | ----------------- | -- | -- | ---- | ---- | ---- | ---- | --- | --- | --- | --- | --- |
| 2002–03           | «Чикаго Буллз»    | 75 | 54 | 26.1 | .399 | .322 | .640 | 2.6 | 4.7 | 1.1 | 0.2 | 9.5 |
| Усього за кар'єру | Усього за кар'єру | 75 | 54 | 26.1 | .399 | .322 | .640 | 2.6 | 4.7 | 1.1 | 0.2 | 9.5 |